# Korean Tour 2014
De Korean Tour 2014 was het 18de seizoen van de Korean Tour, sinds 1997. Het seizoen begon in april met het Dongbu Insurance Promi Open en eindigde met het Shinhan Donghae Open in november. Er stonden dertien toernooien op de kalender.

## Kalender
| Data  | Data  | Toernooi                                  | Stad            | Winnaar         | Score | Score | Info           |
| ----- | ----- | ----------------------------------------- | --------------- | --------------- | ----- | ----- | -------------- |
| 17-04 | 20-04 | Dongbu Insurance Promi Open               | Pyeongchang     | Dong Min Lee    | 279   | –9    |                |
| 08-05 | 11-05 | GS Caltex Maekyung Open Golf Championship | Seoel           | Jun Won Park    | 273   | –15   |                |
| 15-05 | 18-05 | SK Telecom Open                           | Incheon         | Seung-hyuk Kim  | 277   | –11   |                |
| 29-05 | 01-06 | Happiness Kwangju Bank Open               | Songhak         | Woo Hyun Kim    | 264   | –20   |                |
| 12-06 | 15-06 | Bosung CC Classic                         | Boseong         | Woo Hyun Kim po | 276   | –12   |                |
| 26-06 | 29-06 | Gunsan CC Open                            | Boseong         | Heung Chol Joo  | 275   | –13   |                |
| 10-07 | 13-07 | KPGA Championship                         | Incheon         | Matthew Griffin | 268   | –20   |                |
| 07-08 | 10-08 | Maeil Dairies Open                        | Daejeon         | Jung Gon Hwang  | 267   | –13   | Nieuw toernooi |
| 21-08 | 24-08 | Vainer-Pineridge Open                     | Goseong         | Sang Hyun Park  | 269   | –15   | Nieuw toernooi |
| 09-10 | 12-10 | KJ Choi Invitational                      | Chonan          | Sang Hyun Park  | 267   | –21   |                |
| 23-10 | 26-10 | Kolon Korea Open                          | Seoel           | Seung Hyuk Kim  | 282   | –2    |                |
| 30-10 | 02-11 | Hearld KYJ Tour Championship              | Jeju            | Hyung Joon Lee  | 210   | –6    |                |
| 06-11 | 09-11 | Shinhan Donghae Open                      | New Songdo City | Sang Moon Bae   | 275   | –13   |                |

| po = winnaar na play-off |